# Maison au 62, Grand-Rue à Turckheim
La maison au 62, Grand-Rue est un monument historique situé à Turckheim, dans le département français du Haut-Rhin.

## Situation et accès
Ce bâtiment est situé au 62, Grand-Rue à Turckheim.

## Historique
L'édifice, daté de 1567, fait l'objet d'une inscription au titre des monuments historiques depuis 1930.

## Architecture
Cette maison, vraisemblablement remaniée, conserve sa structure d'origine : un rez-de-chaussée maçonné et un étage en pan de bois. La porte du niveau inférieur a été rehaussée et la grande baie en plein cintre murée.
Elle est remarquable par son élégant oriel à l'étage (erker) réalisé au XVIIe siècle. Cette logette est agrémentée d'un décor sculpté dans le bois des chambranles : damiers, torsades et volutes.
Le portail qui mène à la cour conserve une marque de tâcheron.